# Matthew Teggart
Matthew Teggart, né le 8 janvier 1996 à Banbridge, est un coureur cycliste irlandais.

## Biographie
Né à Banbridge en Irlande du Nord, Matthew Teggart est issu d'une famille de cyclistes. Son grand-père Noel Teggart (en), son père Neil ainsi que son oncle David Gardiner ont tous été coureurs cyclistes. En 2015, après avoir terminé ses études, il décide de s'installer à Besançon pour courir à l'AC Bisontine. 
En 2016, il se classe deuxième du Grand Prix Coanus (toutes catégories), troisième du Grand Prix de Wittenheim et septième du Grand Prix de Cherves, manche de la Coupe de France DN2. Pour la saison 2017, il est recruté par l'équipe continentale irlandaise An Post-ChainReaction. Lors de l'An Post Rás, il s'impose sur la troisième étape, puis endosse le maillot de leader le lendemain,, qu'il garde pendant trois jours. Au classement général, il se classe finalement neuvième.
Pour la saison 2018, il court sous les couleurs de la formation Wiggins,. En mars, il termine 9e d'une étape du Tour de l'Alentejo où son coéquipier Mark Downey prend la 3e place du classement général. Le 7 avril, il se classe 11e du Tour des Flandres espoirs. Sur les routes françaises, il se distingue sur la course À travers les Hauts-de-France (10e du général) et le Tour Alsace, 2e de la première étape remportée par David van der Poel. En août, il est sélectionné pour participer au Tour de l'Avenir, notamment au côté d'Eddie Dunbar (8e du général).
Sur le calendrier espoirs, il participe également au Tour d'Italie espoirs et au Tour de la Vallée d'Aoste, 9e de la deuxième étape. Engagé au championnat d'Europe, il parvient à s'accrocher au peloton jusqu'au dernier tour avant de finalement prendre la 38e place.
Il rejoint la nouvelle équipe continentale irlandaise EvoPro Racing pour la saison 2019. Avant le mois de juin, il ne prend part qu'à une seule course UCI, Cholet-Pays de la Loire (81e). En juin, son calendrier est plus important avec les Boucles de la Mayenne (36e du général), au côté de Wouter Wipper (4e du général), le Tour du Limbourg (18e), Midden-Brabant Poort Omloop (20e), les Jeux européens (89e) et son championnat national (10e). En août, il représente de nouveau son pays sur la course en ligne des Championnats d'Europe de cyclisme sur route. Le 15 septembre, il se classe 17e du Tour du Doubs.
Il fait son retour dans le peloton amateur français en 2020, retrouvant l'AC Bisontine. Au cours d'une saison tronquée par la pandémie de Covid-19, il remporte le Tour du Jura Suisse en septembre devant Alan Jousseaume (Vendée U) et son coéquipier Harrison Bailey.
Il retrouve une formation continentale pour la saison 2022, rejoignant la structure britannique WiV SunGod. Lors de la saison 2021, il s'impose sur une épreuve toutes catégories, le Grand Prix des Industries du Belley. En Élite Nationale, il prend la 2e place de la Classique Puisaye-Forterre, la 7e du classement général du Tour de Côte-d'Or et la 9e de l'Estivale bretonne.

## Palmarès
| - 2014 - 3e étape du Tour d'Irlande juniors - 2017 - 3e étape de l'An Post Rás - 2020 - Tour du Jura Suisse - 2021 - Grand Prix des Industries de Belley - Shay Elliott Memorial Race - 2e de la Classique Puisaye-Forterre | - 2022 - John Haldane Memorial - Des Hanlon Memorial - Banbridge Criterium - Meath Grand Prix - Noel Teggart Memorial - 1re étape de la Rás Tailteann |  |

## Classements mondiaux
| Année                                 | 2017  | 2018  | 2019  | 2020 | 2021 | 2022  |
| ------------------------------------- | ----- | ----- | ----- | ---- | ---- | ----- |
| Classement mondial                    | 2008e | 2345e | 2252e | nc   | 897e | 1569e |
| UCI Europe Tour                       | 1296e | 1571e | 1444e | nc   | 686e | 1052e |
|                                       |       |       |       |      |      |       |
| Légende : nc = non classéSource : UCI |       |       |       |      |      |       |